# Ossaea hirsuta
Ossaea hirsuta är en tvåhjärtbladig växtart som först beskrevs av Olof Swartz, och fick sitt nu gällande namn av José Jéronimo Triana. Ossaea hirsuta ingår i släktet Ossaea och familjen Melastomataceae. Inga underarter finns listade i Catalogue of Life.